# Sacello delle Tre Navate
Il Sacello delle Tre Navate (III,II,12) era un luogo di culto di piccole dimensioni, che si trovava nella regio III della città romana di Ostia.

## Descrizione
Il sacello, a cui si accede dal cardo degli Aurighi, si trova ad ovest rispetto al foro di Ostia, compreso tra il Caseggiato degli Aurighi (III,X,1), ed un altro caseggiato (III,II,9), non meglio identificato. Fu indagato durante gli scavi del 1938 condotti da Guido Calza.
Il piccolo edificio di culto presenta alcuna caratteristiche proprie dei mitrei, come la forma rettangolare allungata e la presenza di banchine sui lati lunghi, ma se ne discosta per l'iconografia; in particolare vicino all'altare è raffigurato un maialino con un coltello, ad indicare la vittima sacrificale, non riconducibile al mitraismo, per il quale la vittima sacrificale era il toro. Per questo si crede che fosse utilizzato per un altro culto, probabilmente sempre di origine orientale.
Il Santuario ha forma rettangolare, su tre strette navate, con quella centrale che termina con un'abside, che all'interno è decorata con dipinti che imitano il marmo policromo. Il soffitto, che sul lato sinistro presentava una serie di piccole finestre, era sostenuto da un gran numero di piccole travi a un'altezza di circa 2 metri. Lungo le pareti laterali ci sono dei podi, tra i quali si trova un mosaico bianco con un bordo nero. Vicino all'abside c'è una raffigurazione di un altare quadrato con un fuoco ardente, un maiale, un coltello sacrificale e un cratere. Più o meno al centro c'è una vasca rettangolare in muratura, rivestita di marmo.
Fuori dal santuario, accanto all'ingresso, c'è un'unica stanza pavimentata con mattoni, contenente una cucina, parzialmente interrata, a cui vi si accedeva tramite alcuni gradini. All'interno di questa, a sinistra, c'è una panca in muratura con due nicchie sul pavimento, mentre a destra, nella parte posteriore, c'è un piccolo forno in muratura con un'apertura rotonda, sopra la quale era posto un recipiente per cucinare.